# Sweetpea
Sweetpea è una serie televisiva britannica ideata da Kirstie Swain, diretta da Ella Jones e basata sull'omonimo romanzo del 2017 di CJ Skuse. Vede come protagonista Ella Purnell e ha debuttato nel Regno Unito il 10 ottobre 2024 su Sky Atlantic.

## Trama
Dopo aver sopportato il bullismo durante i suoi anni scolastici, Rhiannon Lewis è una giovane donna senza pretese che vive con suo padre e il suo cane nell'immaginaria città britannica di Carnsham, dove svolge un lavoro ordinario come assistente amministrativa in un giornale locale. Tuttavia, dopo la morte di suo padre, la sua vita viene stravolta da una serie di sventurati eventi, tra cui il ritorno della sua ex bulla, che portano Rhiannon a sviluppare un debole per l'omicidio.

## Episodi
| nº | Titolo originale                              | Titolo italiano | Prima TV UK     | Prima TV Italia |
| -- | --------------------------------------------- | --------------- | --------------- | --------------- |
| 1  | Sorry for Your Loss                           |                 | 10 ottobre 2024 |                 |
| 2  | This Sort of Thing Needs Some Feminine Energy |                 | 10 ottobre 2024 |                 |
| 3  | Black Spot in the Garage                      |                 | 10 ottobre 2024 |                 |
| 4  | Everybody Loves Julia                         |                 | 10 ottobre 2024 |                 |
| 5  | Someone's Been a Naughty Girl                 |                 | 10 ottobre 2024 |                 |
| 6  | Life 2.0                                      |                 | 10 ottobre 2024 |                 |

## Personaggi e interpreti

### Principali
- Rhiannon Lewis (stagione 1-), interpretata da Ella Purnell.
Timida e sottovalutata giornalista del Carnsham Gazette che trova consolazione in una lista di uccisioni di fantasia, dove inserisce ogni persona che l'abbia disprezzata.
- Julia Blenkingsopp (stagione 1), interpretata da Nicôle Lecky.
Agente immobiliare di case di lusso che ritorna nella sua città natale col suo fidanzato dopo anni vissuti al nord.
- Craig (stagione 1-), interpretato da Jon Pointing.
Tuttofare che ha lavorato come muratore per il padre di Rhiannon negli ultimi tre anni e inizialmente suo interesse amoroso.
- AJ Pierce (stagione 1), interpretato da Calam Lynch.
Nuovo reporter del Gazette, senza nessuna esperienza, che ha ottenuto il posto che Rhiannon agognava da mesi.
- Norman (stagione 1-), interpretato da Jeremy Swift.
Direttore del Gazette e capo di Rhiannon e AJ.
- Jeff Barker (stagione 1), interpretato da Dustin Demri-Burns.
Cronista più anziano della redazione e collega di Rhiannon.
- Marina Farrar (stagione 1-), interpretata da Leah Harvey.
Giovane detective sottostimata dai suoi colleghi.

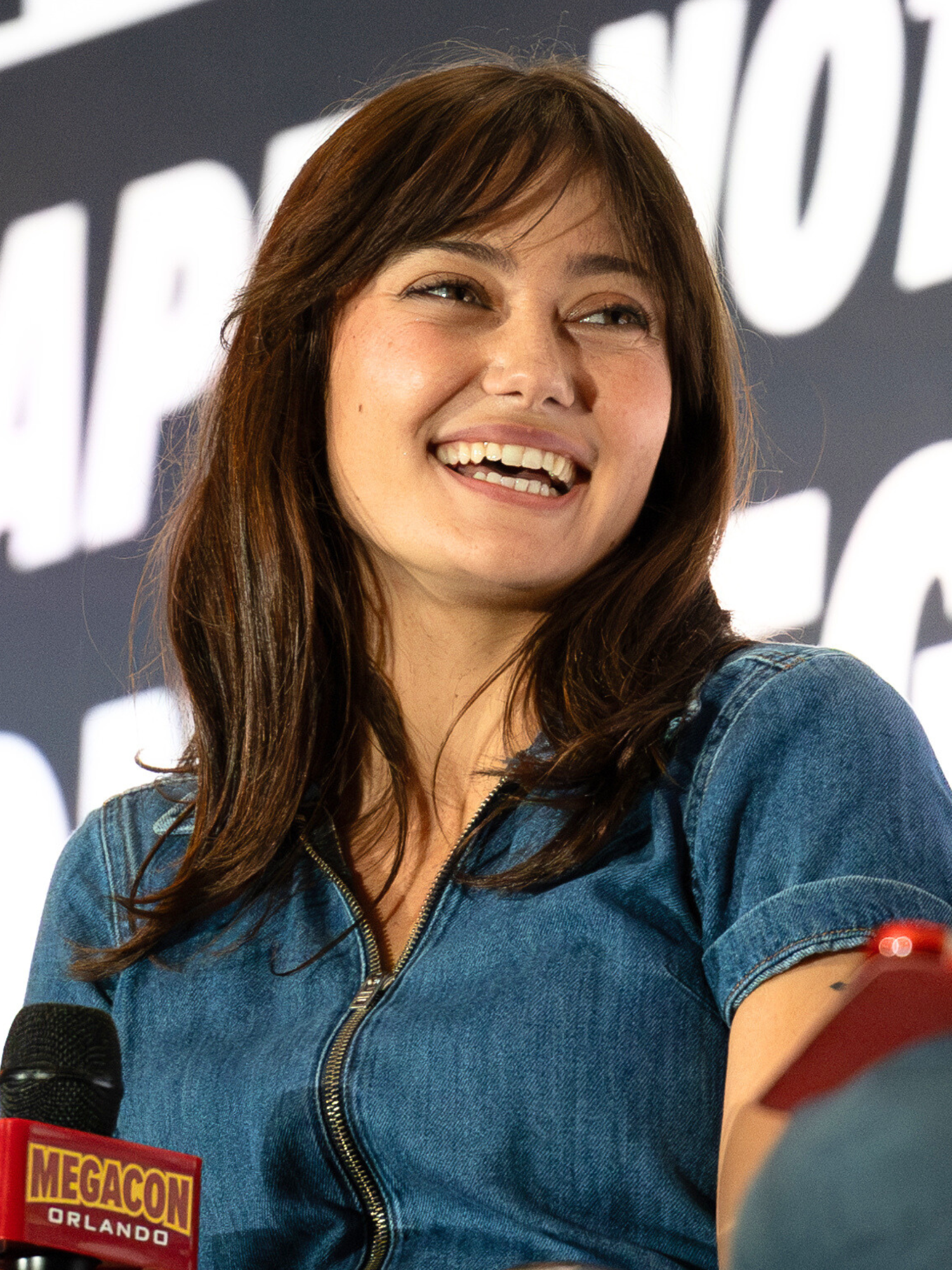
Ella Purnell
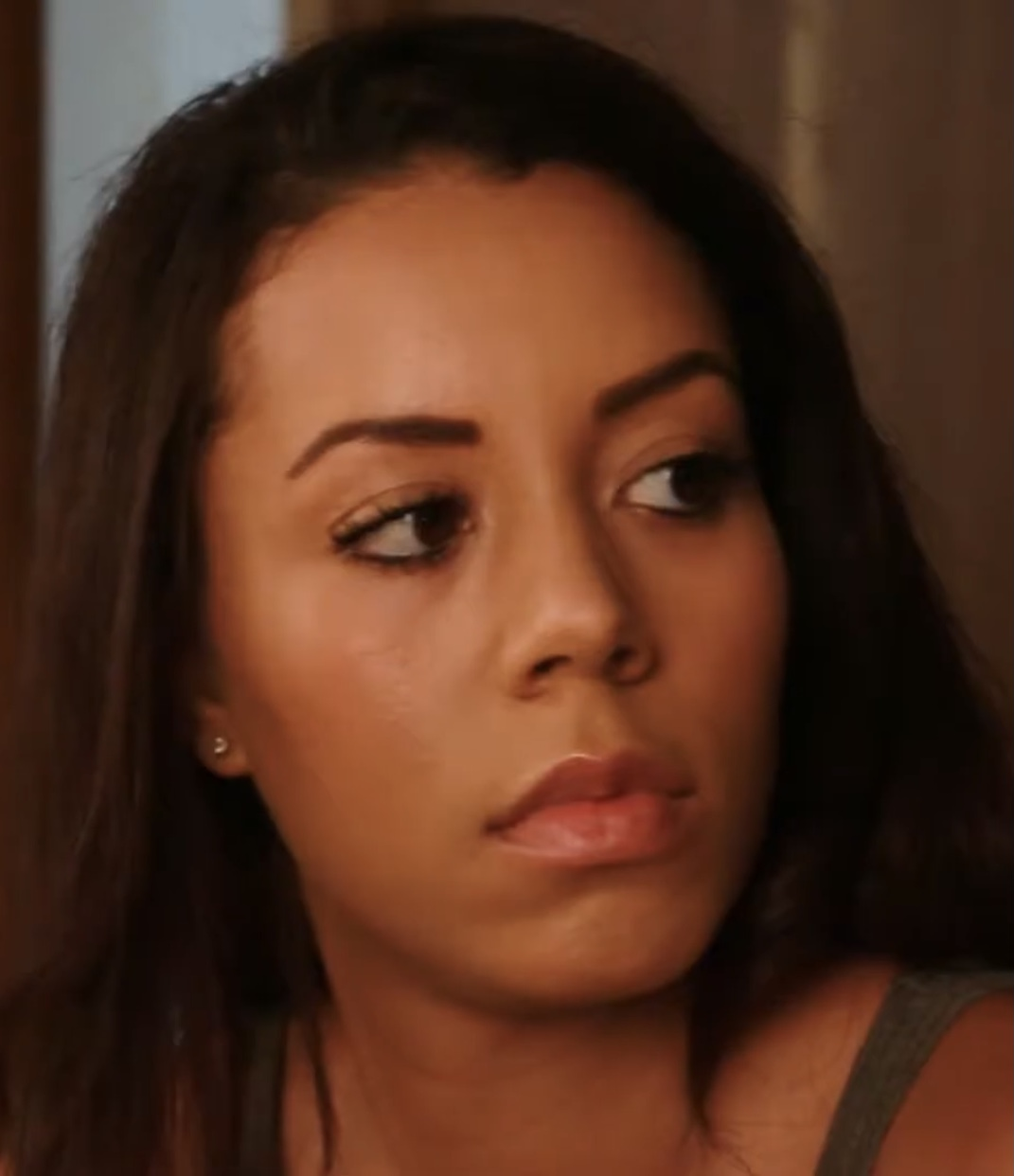
Nicôle Lecky
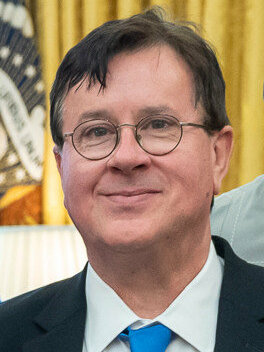
Jeremy Swift

### Ricorrenti
- Marcus (stagione 1), interpretato da Dino Kelly.
Affascinante agente immobiliare e fidanzato di Julia.
- Rory (stagione 1-), interpretato da Nitin Ganatra.
Ispettore che lavora insieme a Marina.
- Diana St. John (stagione 1-), interpretata da Ingrid Oliver.
Detective della polizia locale e capo di Marina.
- Carol on Tuesdays (stagione 1), interpretata da Camille Coduri.
Proprietaria del pub locale.

### Guest star
- Tommy (stagione 1), interpretato da David Bark-Jones.
Padre di Rhiannon e Seren, e proprietario di un'impresa di costruzioni, la Tommy's Transformations.
- Mike Roberts (stagione 1), interpretato da Luke McGibney.
Uomo detestabile che incrocia il percorso con Rhiannon.
- Seren (stagione 1-), interpretata da Alexandra Dowling.
Sorella maggiore di Rhiannon che vive in Francia.
- Ryan Lloyd (stagione 1), interpretato da James Craze.
Uomo irrispettoso nei confronti di Rhiannon.

## Produzione
Nel 2019 è stato annunciato che Kirstie Swain avrebbe adattato il romanzo Sweetpea di CJ Skuse con Patrick Walters, Jamie Laurenson, Hakan Kousetta, Iain Canning e Emile Sherman come produttori esecutivi per See-Saw Films e Liz Lewin come produttrice esecutiva per Sky Studios.
Nel 2020 è stato rivelato che il progetto sarebbe stato una serie in sei episodi.
Il 3 dicembre 2024 Sky ha rinnovato la serie per una seconda stagione.

### Casting
Nel novembre 2023 Ella Purnell è stata annunciata nella parte della protagonista e come produttrice esecutiva. Nello stesso mese sono stati resi noti gli altri membri del cast: Calam Lynch, Nicôle Lecky, Jon Pointing, Leah Harvey, Jeremy Swift, Dustin Demri-Burns e Luke McGibney. Nell'agosto 2025 Tamsin Greig, Rish Shah, Taj Atwal e Jenny Walser sono stati annunciati nel cast della seconda stagione.

### Riprese
La lavorazione è avvenuta a Southend-on-Sea tra il novembre e il dicembre 2023 in diversi luoghi tra cui: la torre di osservazione di Southend al Pier Hill, il Cliff Lift del lungomare occidentale e il parco a tema Adventure Island. Le riprese della seconda stagione sono iniziate nell'agosto 2025 a Londra.

## Distribuzione
La serie è stata resa disponibile nel Regno Unito e in Irlanda il 10 ottobre 2024 su Sky Atlantic e Now. Negli Stati Uniti e in Canada la serie è trasmessa dal giorno stesso su Starz, che ha ottenuto i diritti di trasmissione.

## Accoglienza

### Critica
La serie ha ricevuto recensioni positive dalla critica. Rotten Tomatoes riporta l'87% delle recensioni professionali positive, con un voto medio di 7,10 su 10 basato su 23 critiche. Il consenso critico del sito web indica: «Ella Purnell è diabolicamente piacevole in Sweetpea, una storia di vendetta che include molta oscurità sotto il suo aspetto esteriore spensierato.» Metacritic, invece, ha assegnato un punteggio di 69 su 100 basato su 12 recensioni, indicando "recensioni generalmente favorevoli".

## Riconoscimenti
- 2025 – British Academy Television Craft Awards[12][13]
  - Migliore sigla e identità grafica a Peter Anderson Studio
  - Candidatura alla miglior fotografia e illuminazione a Nick Morris